# Dhariawad
Dhariawad là một thị trấn thống kê (census town) của quận Udaipur thuộc bang Rajasthan, Ấn Độ.

## Nhân khẩu
Theo điều tra dân số năm 2001 của Ấn Độ, Dhariawad có dân số 10.494 người. Phái nam chiếm 51% tổng số dân và phái nữ chiếm 49%. Dhariawad có tỷ lệ 68% biết đọc biết viết, cao hơn tỷ lệ trung bình toàn quốc là 59,5%: tỷ lệ cho phái nam là 76%, và tỷ lệ cho phái nữ là 59%. Tại Dhariawad, 15% dân số nhỏ hơn 6 tuổi.